# Linzenich-Lövenich
Linzenich-Lövenich ist eine Ortschaft der Stadt Zülpich im Kreis Euskirchen in Nordrhein-Westfalen. Bis war 1969 war Linzenich-Lövenich eine eigenständige Gemeinde.

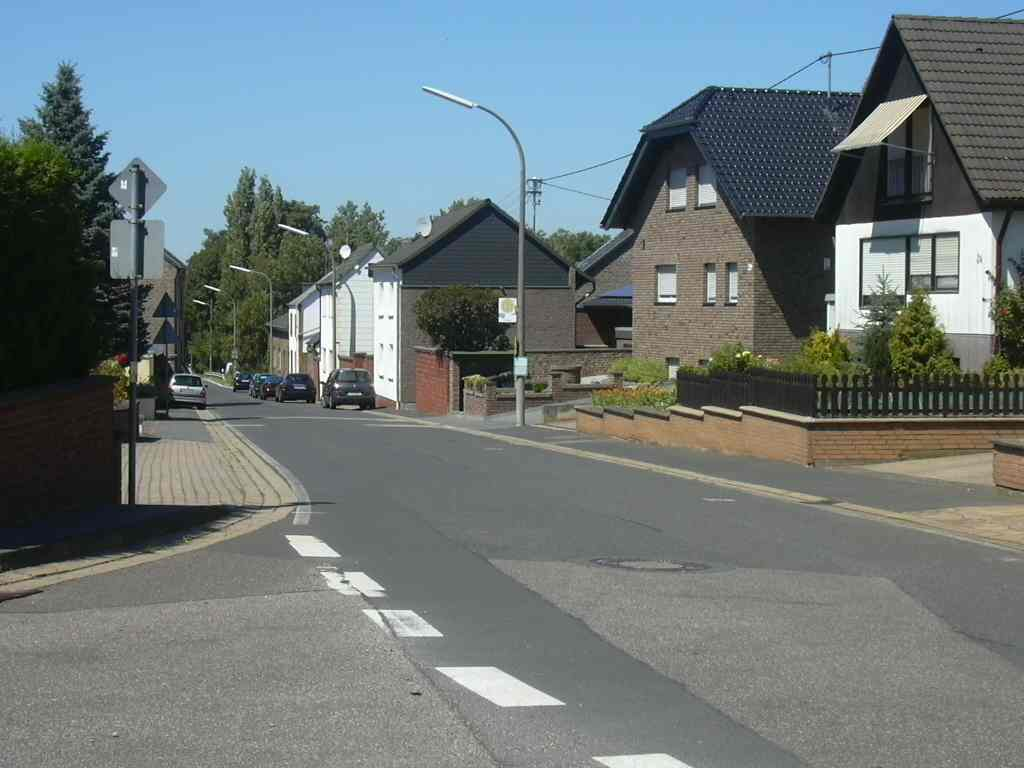
Ortsdurchfahrt Linzenich

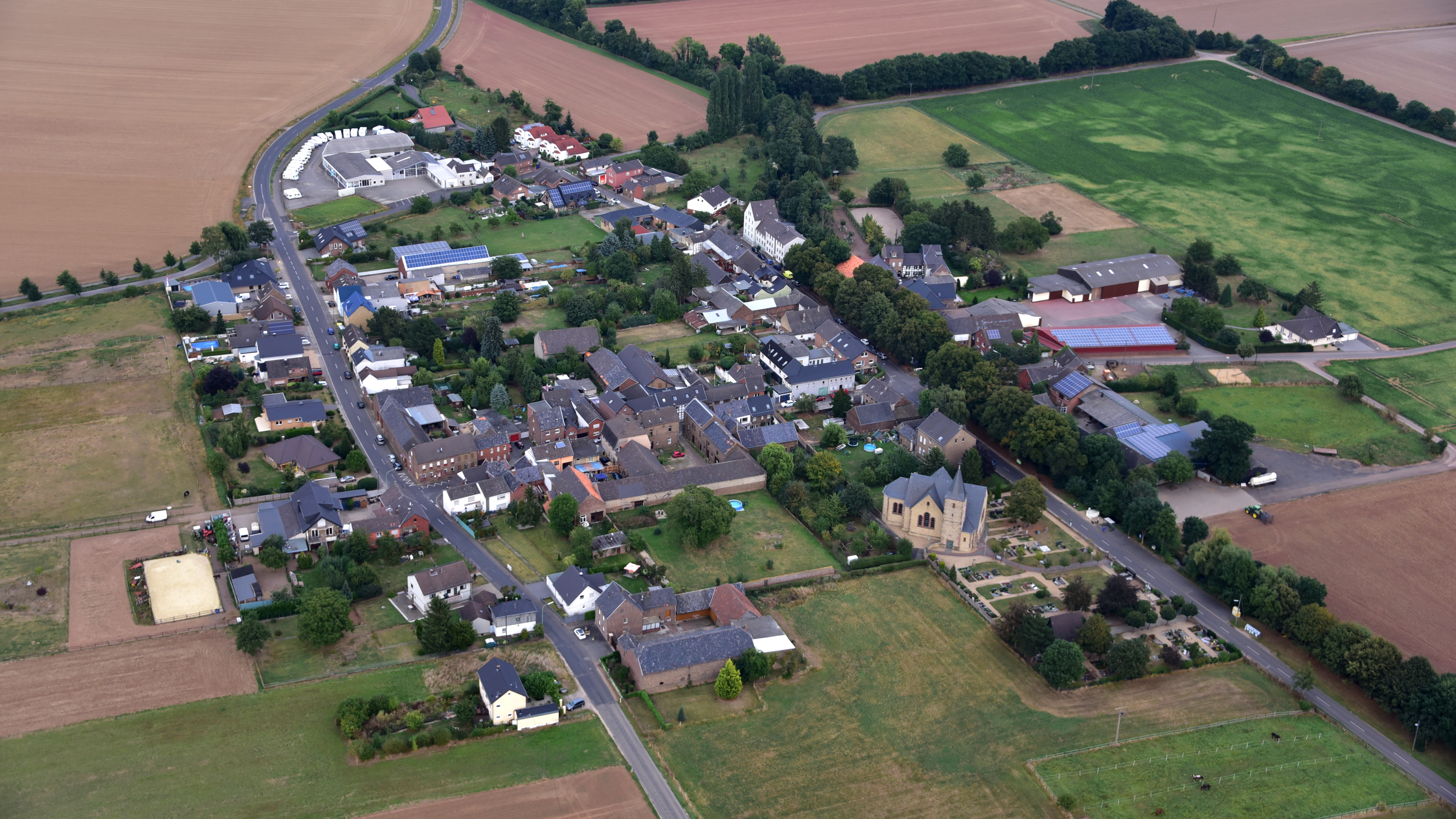
Lövenich

## Geographie
Linzenich-Lövenich besteht aus den beiden Dörfern Linzenich und Lövenich, die südlich der Kernstadt von Zülpich liegen und etwa einen halben Kilometer voneinander entfernt sind. Die ehemalige Gemeinde Linzenich-Lövenich besaß eine Fläche von 4,36 km².

## Geschichte
Seit dem 19. Jahrhundert bildete Linzenich-Lövenich eine Landgemeinde im Kreis Euskirchen; zunächst als Teil der Bürgermeisterei Enzen und nach dem Zweiten Weltkrieg als Teil des Amtes Satzvey-Wachendorf-Enzen. Am 1. Juli 1969 wurde die Gemeinde durch das Gesetz zur Neugliederung des Landkreises Euskirchen in die Stadt Zülpich eingegliedert.

## Einwohnerentwicklung
| Jahr | Einwohner | Quelle |
| ---- | --------- | ------ |
| 1871 | 396       | [ 4 ]  |
| 1885 | 414       | [ 5 ]  |
| 1910 | 404       | [ 6 ]  |
| 1925 | 392       | [ 3 ]  |
| 1939 | 385       | [ 7 ]  |
| 1946 | 456       | [ 8 ]  |
| 2019 | 582       | [ 1 ]  |

## Baudenkmäler
Die beiden bedeutendsten Baudenkmäler sind die katholische Pfarrkirche St. Agnes sowie die Burg Linzenich.